# Callithea croceus
Callithea croceus är en fjärilsart som beskrevs av William James Kaye 1919. Callithea croceus ingår i släktet Callithea och familjen praktfjärilar. Inga underarter finns listade i Catalogue of Life.